# Arenzana de Arriba
Arenzana de Arriba település Spanyolországban, La Rioja autonóm közösségben. Arenzana de Arriba Tricio, Manjarrés, Bezares, Castroviejo, Camprovín és Arenzana de Abajo községekkel határos. Lakosainak száma 35 fő (2024).

## Népesség
A település népessége az elmúlt években az alábbi módon változott:
| Lakosok száma | 40   | 33   | 38   | 43   | 34   | 32   | 30   | 29   | 36   | 35   |
|               | 2001 | 2004 | 2007 | 2009 | 2012 | 2014 | 2017 | 2019 | 2022 | 2024 |